# Kuchenfiltration
Die Kuchenfiltration oder kuchenbildende Filtration ist ein mechanisches Verfahren zur Trennung von Fest- und Flüssigstoffen. Sie gehört wie die Querstromfiltration zur Oberflächenfiltration.

## Funktionsweise
Bei der Kuchenfiltration wird ein Filter von einer Suspension angeströmt. Auf dem Filter sammelt sich eine mit der Zeit anwachsende Schicht des abzutrennenden Feststoffs an. Diese Schicht wird Filterkuchen genannt und leistet einen wesentlichen Beitrag bei der Reinigung der Flüssigkeit. Durch das Anwachsen der zu durchströmenden Schicht steigt der Durchströmungswiderstand und damit der Druckverlust an. Triebkraft für den Flüssigkeitstransport können Massenkräfte (z. B. Zentrifugaldruck beim Einsatz filternder Zentrifugen) oder äußere Druckkräfte  (z. B. Anlegen eines Unterdrucks bei der Vakuumfiltration) sein.
Die Kuchenfiltration kann sowohl kontinuierlich als auch diskontinuierlich durchgeführt werden.
Die kontinuierliche Filtration kann beispielsweise mit einem Vakuum-Trommelfilter realisiert werden. Dabei taucht eine rotierende perforierte Trommel, in deren Inneren ein Unterdruck angelegt wird, halb in die aufzutrennende Suspension ein. Filtrationsvorgang und Abtrennung erfolgen während einer Trommelrotation. Die Suspension wird kontinuierlich hinzugefügt.
Bei der diskontinuierlichen Kuchenfiltration wird nach Erreichen eines Abbruchkriteriums (z. B. ein bestimmter Druckverlust) der Filtervorgang unterbrochen, der Filterapparat erforderlichenfalls geöffnet und der Filterkuchen (oft nach Waschen und Entwässern) entfernt. Nach dem Reinigen des Filters und dem Schließen des Apparates kann das Filtrieren erneut beginnen. Die diskontinuierliche Kuchenfiltration ist ein instationärer und periodischer Vorgang.
Kontinuierliche Filtrationsvorgänge eignen sich für Massengüter mit gleichbleibenden Produktanforderungen, während diskontinuierliche Prozesse flexibler auf sich ändernde Anforderungen reagieren können.

## Anwendung
Kuchenfiltration wird beispielsweise in Abwasserreinigungsanlagen (z. B. Polstofffiltration), aber auch in dezentralen Ölmühlen angewendet. In Abwasserreinigungsanlagen kann Schlamm mittels geeigneter Pumpen in die Filterkammern einer Kammerfilterpresse gepresst werden, um das Schlammwasser vom Filterkuchen zu trennen. Damit können Abscheidegrade, die nahezu 100 % betragen, erreicht werden.
Da der Strömungswiderstand eines Filterkuchens von zahlreichen Faktoren abhängt, beispielsweise von Partikelgrößenverteilung, Partikelform und Wechselwirkung zwischen den Partikeln, kann er nicht vorausberechnet werden. Stattdessen sind zu seiner Ermittlung Vorversuche notwendig.